# Nehemías 9

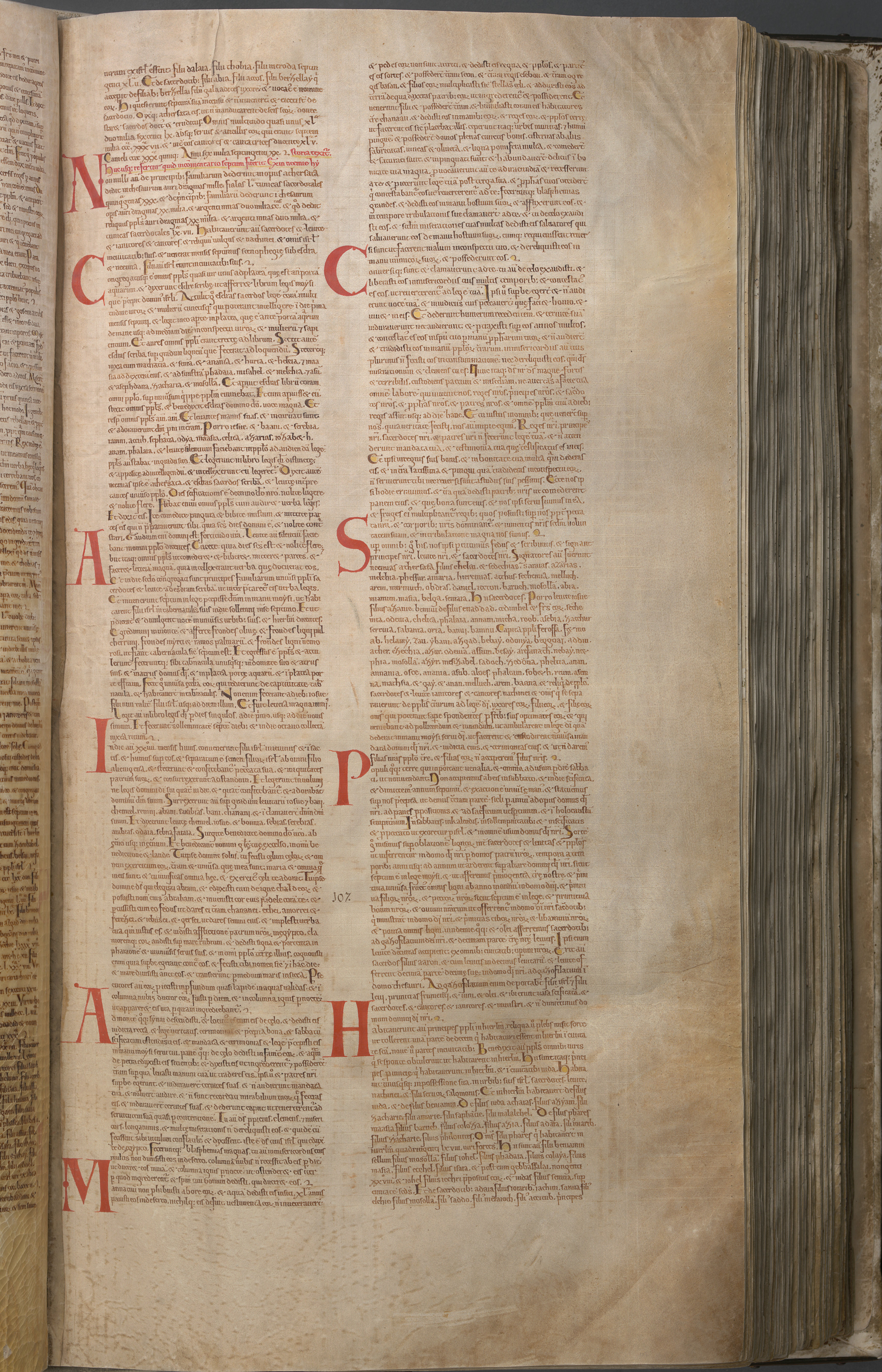
Página que contiene el texto en latín de Nehemías 7:61-11:11 en el Códice Gigas, que se cree que fue creado a principios del siglo XIII en el monasterio benedictino de Podlažice en Bohemia (actual República Checa)..

Nehemías 9 es el noveno capítulo del Libro de Nehemías del Antiguo Testamento de la Biblia cristiana, o el capítulo 11 del libro de Esdras-Nehemías en la Biblia hebrea, que trata el libro de Esdras y el libro de Nehemías como un solo libro. La tradición judía afirma que Esdras es el autor de Esdras-Nehemías, así como del Libros de las Crónicas, pero los eruditos modernos generalmente aceptan que un compilador del siglo V a. C. (el llamado «Cronista») es el autor final de estos libros. Este capítulo y el anterior se centran principalmente en Esdras; en este capítulo se registra la oración de arrepentimiento de Esdras por el bien del pueblo (paralela a Esdras 9–10).

## Texto
El texto original de este capítulo está en el idioma hebreo. En las Biblias en inglés este capítulo está dividido en 38 versículos, pero solo 37 versículos en la Biblia hebrea, con el versículo 9:38 en los textos en inglés numerado como 10:1 en los textos en hebreo.

### Testigos textuales
Algunos de los primeros manuscritos que contienen el texto de este capítulo en Hebreo son del Texto Masorético, entre los que se incluye el Codex Leningradensis (1008).
También existe una traducción al griego koiné conocida como Septuaginta, realizada en los últimos siglos a. C.. Los manuscritos antiguos existentes de la versión Septuaginta incluyen el Codex Vaticanus (B; {\displaystyle {\mathfrak {G}}}B; siglo IV), el Codex Sinaiticus (S; BHK: {\displaystyle {\mathfrak {G}}}S; siglo IV), y Codex Alexandrinus (A; {\displaystyle {\mathfrak {G}}}A; siglo V).

## Un tiempo de duelo (9:1–5a)
La comunidad judía en este momento decidió seguir sinceramente a Dios y convertirse en un pueblo santo, por lo que se reunieron en una «demostración de duelo, confesión y [alabanza] a Dios».

### Versículo 1
Ahora, en el vigésimo cuarto día de este mes, los hijos de Israel se reunieron en ayuno, con vestimentas de saco y tierra sobre ellos.
Era el mes de Tishrei. La fiesta de los tabernáculos comenzó el día catorce del mes y terminó el veintidós, «durante todo ese tiempo se había prohibido el luto, ya que era contrario a la naturaleza de la fiesta, que debía celebrarse con alegría». El comentarista metodista Joseph Benson reflexiona que «ahora, el veinticuatro, al día siguiente de la fiesta, con la conciencia plenamente despierta y el corazón lleno de dolor por sus pecados, que no se les permitió expresar en ese momento de alegría pública, retoman sus pensamientos anteriores y, recordando sus pecados, apartan un día para el ayuno solemne y la humillación». Los túnicas de cilicio estaban hechos de «material oscuro y tosco asociado con el dolor y el arrepentimiento». 

## La oración (9:5b-37)
Esta sección registra la oración de alabanza y petición ofrecida por los levitas en nombre del pueblo para pedir la gracia de Dios. Con los persas presumiblemente escuchando, los acontecimientos históricos mencionados no son ciertamente seleccionados arbitrariamente, ya que la oración está haciendo algunas declaraciones fuertes:
- (1) La tierra es dada a los judíos por Dios, por lo tanto, «fuera» de la autoridad persa.
- (2) Esta reivindicación judía «se basa en la sanción de Dios, no en la de Persia».
- (3) La reivindicación es «anterior» a las reivindicaciones persas.[15]

### Versículo 29
Y testificaron contra ellos,
Para que los trajeras de vuelta a tu ley.
Sin embargo, actuaron con orgullo,
Y no hicieron caso de tus mandamientos,
Sino que pecaron contra tus juicios,
Que si un hombre los cumple, vivirá por ellos.
Y se encogieron de hombros,
Endurecieron sus cuellos,
Y no quisieron escuchar.
- «Testificaron contra ellos»: o «los amonestaron».[17]
- «Con soberbia»: o «con presunción».[18]
- «Si un hombre hace»: hebreo: «si un hombre guarda», New English Translation: «si él les obedece» (cf. Nehemías 1:5).[19]
- «Encogieron los hombros»: hebreo: «dieron un hombro obstinado», NET Bible: «se apartaron de ti con audacia».[20]
- «Endurecieron sus cuellos»: o «se volvieron obstinados»,[21] NET Bible: «se rebelaron».[22]

## La promesa del pueblo (9:38)
Es una tradición en el antiguo Oriente Medio que un documento (pacto, acuerdo) siempre debe ser autenticado por un sello o cualquier número de sellos. Por ejemplo, los documentos babilonios y asirios a menudo se encontraban «sellados con media docena de sellos o más», que «se imprimían sobre la arcilla húmeda y luego se horneaba la arcilla».

### Versículo 38
Y por todo esto hacemos un pacto seguro, y lo escribimos; y nuestros príncipes, levitas y sacerdotes, lo sellan.
- «Hacemos un pacto seguro»: de כרתים אמנה, kō-rə-ṯîm 'ă-mā-nāh, «hacemos («estamos cortando») un (pacto) seguro»,[26] NET Bible: «estamos entrando en un pacto vinculante».[27]
- «Y escríbelo»: hebreo: «y escribiendo», NET Bible: «en forma escrita».[28]

## Lecturas complementarias
- Blenkinsopp, Joseph, "Ezra-Nehemiah: A Commentary" (Eerdmans, 1988)
- Blenkinsopp, Joseph, "Judaism, the first phase" (Eerdmans, 2009)
- Coggins, R.J., "The Books of Ezra and Nehemiah" (Cambridge University Press, 1976)
- Ecker, Ronald L., "Ezra and Nehemiah", Ecker's Biblical Web Pages, 2007.
- Grabbe, L.L., "Ezra-Nehemiah" (Routledge, 1998)
- Grabbe, L.L., "A history of the Jews and Judaism in the Second Temple Period, Volume 1" (T&T Clark, 2004)
- Throntveit, Mark A. (1992) "Ezra-Nehemiah". John Knox Press